# Geografía de Mayotte
Mayotte es una isla de origen volcánico en la parte más septentrional del Canal de Mozambique, aproximadamente a mitad de camino desde el norte de Madagascar al norte de Mozambique. Mayotte es parte de las Islas Comoras, y al igual que el resto es el resultado de un antiguo  punto caliente, el archipiélago más antiguo de las Comoras, formado alrededor de 7,7 millones de años.
Mayotte tiene un área de 374 kilómetros cuadrados y una costa de longitud de 185,2 km. Sus reclamos marítimos son una zona económica exclusiva de 200 millas náuticas, y un mar territorial de 12 mn.

## Terreno
El terreno de la isla es ondulado, con profundas barrancas y antiguos picos volcánicos. El punto más bajo es el Océano Índico, y el más alto es Benara, a 660 m. La Baie de Bouéni es una gran bahía en el suroeste de la isla. Geológicamente, se encuentra dentro de la placa somalí.

## Clima
El clima de Mayotte es un clima marino tropical. Entre noviembre y mayo, hay una estación cálida, húmeda y lluviosa, durante el monzón nororiental. En esta época del año hay peligro de ciclones. Entre mayo y noviembre, hay una temporada más fría y seca.